# Specific Operations Risk Assessment
La valutazione del rischio di operazioni specifiche (Specific Operations Risk Assessment), anche conosciuta come SORA, è una metodologia sviluppata da JARUS (Joint Authorities for Rulemaking on Unmanned Systems) per fornire una serie di requisiti operativi, tecnici e di sicurezza relativi ai sistemi aeromobili a pilotaggio remoto (RPAS).
Dal 2019, la metodologia SORA è stata riconosciuta dall'Agenzia europea per la sicurezza aerea (EASA) per supportare la valutazione del rischio di operazioni con droni in categoria Specific.

## Storia
Nel 2007 JARUS è nato da un gruppo di membri esperti in regolamentazione e provenienti dalle Autorità coinvolte in sistemi aeromobili a pilotaggio remoto o senza pilota. Il suo obiettivo è quello di raccomandare un unico set di requisiti operativi, tecnici e di sicurezza relativi a operazioni con sistemi aeromobili senza pilota (UAS).
Durante gli anni, JARUS ha lavorato e reso disponibili diversi risultati, fornendo così ulteriori input per lo sviluppo di una regolamentazione RPAS e UAS, e delle raccomandazioni nei domini in cui le altre organizzazioni non sono abbastanza attive. 
A luglio 2017, il gruppo di lavoro JARUS impegnato nella Gestione del Rischio e della Sicurezza (WG6) ha pubblicato il documento “Linee guida sulla valutazione del rischio di operazioni Specific (SORA)” che fornisce una guida sia alle autorità competenti che all'operatore per autorizzare un sistema aereo senza pilota (UAS) a volare in un dato ambiente operativo.
Nel 2019 la metodologia SORA è stata riconosciuta da EASA come Strumento accettabile di conformità (AMC) che soddisfa i requisiti richiesti dall'articolo 11 del Regolamento esecutivo della Commissione Europea (EU) 2019/947: precisamente, tutti gli operatori che devono effettuare un'operazione con droni in categoria Specific sono obbligati ad effettuare una valutazione del rischio al fine di ottenere l'Autorizzazione Operativa dall'Autorità Competente dello Stato in cui sono registrati. La metodologia SORA non è quindi obbligatoria, ma fortemente raccomandata perché in grado di suggerire i migliori strumenti di mitigazione, utili a ridurre i rischi di operazioni UAS comprese nella categoria Specific. Si tratta di un database concepito per essere in continuo aggiornamento e miglioramento, al fine di fornire risposte adeguate a tutte le sfide legate all'integrazione degli UAS nello spazio aereo.

## Metodologia
SORA fornisce un'adeguata combinazione di meccanismi di mitigazione operazionale e di progettazione contro i pericoli in cielo e al suolo. Queste mitigazioni devono soddisfare un livello di robustezza (Basso, Medio, Alto) che è definito rispetto alle classi di rischio in cielo e al suolo. Il livello di robustezza corrisponde ad una appropriata combinazione tra i livelli di integrità e i livelli di garanzia (assurance). Il livello di integrità indica il vantaggio di sicurezza acquisito dalla mitigazione, mentre il livello di garanzia è la prova dimostrante che il livello di integrità è stato raggiunto.
La valutazione è basata su un approccio olistico poiché considera tutte le potenziali minacce associate ad uno specifico pericolo, la progettazione rilevante e la mitigazione proposta al fine di stabilire che l'operazione può essere condotta con un adeguato livello di sicurezza. 
SORA fornisce una guida sia all'autorità competente che all'operatore per autorizzare un sistema aereo senza pilota (UAS) a volare in un dato ambiente operativo. Si rivolge principalmente alla categoria "Specific" di UAS (come definita dal parere tecnico dell'EASA 01/2018) a meno che l'operazione non rientri in uno scenario standard o in una valutazione del rischio predefinita.
La metodologia SORA si articola in dieci passaggi:
1. Descrizione del concept dell'operazione
2./3. Determinazione della classe di rischio al suolo (GRC)
4./5. Determinazione della classe di rischio in cielo (ARC)
6. Requisiti di prestazione di mitigazione tattica (TMPR) e livello di robustezza
7. Determinazione del SAIL
8. Identificazione di obiettivi di sicurezza operazionale (OSO)
9. Aria adiacente / Spazio aereo
10. Portfolio di sicurezza completo

## Criticità
L'analisi del rischio è sempre necessaria in categoria Specific in ragione delle sue specificità operazionali e del suo livello di rischio maggiore rispetto alla categoria Open. In tal senso, SORA è stata giustamente definita “una guida su misura che consente a un operatore UAS di trovare i mezzi di mitigazione più adatti e quindi ridurre il rischio a un livello accettabile”. Tuttavia, la metodologia si rivela spesso macchinosa e difficile da applicare per diversi operatori UAS. Potremmo elencare diversi aspetti critici.
In primo luogo, lo svolgimento di una valutazione del rischio richiede una conoscenza in materia di operazioni UAS così ampia che neanche gli operatori esperti di aviazione con equipaggio potrebbero avere. In secondo luogo, la raccolta manuale di tutte le informazioni necessarie (materiale per dimostrare la conformità ai requisiti SORA per giustificare che è stato soddisfatto un livello specifico di robustezza per una data mitigazione, ecc.) può richiedere diversi giorni, mentre spesso gli operatori di droni necessitano di ottenere velocemente l'approvazione per l'operazione UAS, per rispondere alle esigenze aziendali dei rispettivi clienti.
Infine, considerando il rapido aumento delle operazioni con i droni, si prevede che le Autorità di Aviazione nazionali dovranno esaminare sempre più richieste al giorno, con il conseguente aumento del tempo necessario agli operatori per ottenere l'autorizzazione. Gli scenari standard e le valutazioni dei rischi predefinite (PDRA) allevieranno sicuramente il carico di lavoro ma non lo elimineranno del tutto. Inoltre, la metodologia SORA è particolarmente efficace non solo per le Operazioni Specific e può essere applicata anche al di fuori dell'UE: in questi casi, gli Scenari Standard possono risultare non applicabili. Per questi motivi, sono stati creati diversi strumenti per facilitare il processo SORA.